# The Voyager
The Voyager è il terzo album in studio da solista della cantante statunitense Jenny Lewis, pubblicato nel 2014.

## Tracce
1. Head Underwater – 4:08
2. She's Not Me – 4:09
3. Just One of the Guys – 3:51
4. Slippery Slopes – 3:38
5. Late Bloomer – 5:13
6. You Can't Outrun 'Em – 3:30
7. The New You – 3:27
8. Aloha & the Three Johns – 4:04
9. Love U Forever – 4:28
10. The Voyager – 3:30